# Éder Antônio Souza
Éder Antônio de Souza, född 15 oktober 1986, är en brasiliansk friidrottare som tävlade i häcklöpning. Han deltog vid olympiska sommarspelen 2016.